# Camille Grassineau

a Compétitions nationales et continentales officielles uniquement.

b Matchs officiels uniquement.
Dernière mise à jour le 19 mai 2022.
Camille Grassineau, née le 10 septembre 1990 à Bergerac (Dordogne), est une joueuse internationale française de rugby à sept et de rugby à XV qui évolue au poste de trois-quart centre au sein de l'effectif du Stade français Paris. Internationale française de rugby à XV, réalisant le Grand Chelem lors du tournoi des Six Nations 2014 et terminant à la troisième place de la Coupe du monde féminine de rugby à XV 2017 en Irlande, elle est aussi internationale française de rugby à sept, terminant à la sixième place du tournoi féminin des Jeux olympiques 2016 à Rio de Janeiro.

## Biographie
Née à Bergerac (Dordogne), son grand-père et son père ont joué au Stade belvésois, club de rugby à XV de Belvès. Elle étudie au collège Pierre-Fanlac de Belvès. Elle commence le rugby à 18 ans lors de ses études en faculté de sports à Bordeaux. Elle a fait une licence STAPS mention entrainement à l’université de Bordeaux et en 2014 elle est apprentie en BPJEPS Sports collectifs au CFA de Bordeaux, pour devenir éducatrice sportive,. Elle bénéficie alors d'un contrat à mi-temps avec la fédération de rugby dans le cadre de la préparation olympique.
Camille Grassineau évolue en club au Bordeaux Étudiants Club avant de jouer au Stade bordelais ASPTT, puis au Stade français Paris.
En 2012, elle est championne de France Elite 2 avec le Stade bordelais. Elle évolue deux ans en élite avant que son club soit relégué au niveau inférieur.
À 19 ans, elle est sélectionnée en équipe de France féminine de rugby à sept. En novembre 2012, elle connaît sa première sélection en équipe de France féminine de rugby à XV contre l'Angleterre.
Camille Grassineau fait partie de l'équipe de France de rugby à XV qui gagne le Tournoi des Six Nations féminin 2014 puis elle joue la Coupe du monde féminine de rugby à XV 2014. Victime d'une commotion contre l'Australie, elle ne joue pas les deux derniers matchs d'une compétition que la France termine à la troisième place.
Elle fait aussi partie de l'équipe de France de rugby à sept disputant la Coupe du monde de rugby à sept 2013 et les Jeux olympiques d'été de 2016. Elle joue au poste de pilier ou talonneur mais elle peut aussi bien jouer à l'arrière. Camille Grassineau devient lors du match d'ouverture du tournoi, France - Espagne, la première joueuse à marquer un essai en rugby à sept aux Jeux olympiques. Elle inscrit ensuite deux autres essais, un contre la Nouvelle-Zélande puis un lors du match perdu pour la cinquième place face aux États-Unis.
En 2017, elle est retenue dans le groupe pour disputer la Coupe du monde féminine de rugby à XV 2017 en Irlande après le forfait de Jessy Trémoulière. La France termine à la troisième place.
Le 10 novembre 2017, elle est invitée à disputer le premier match de l'histoire de l'équipe féminine des Barbarians face au Munster au Thomond Park.
En 2021, elle est sélectionnée par David Courteix pour participer aux Jeux olympiques d'été de Tokyo ; les Bleues sont médaillées d'argent.
En 2024, elle de nouveau est sélectionnée pour participer aux Jeux olympiques, au Stade de France à Paris, mais les Bleues s'inclinent en quart de finale face au Canada.

## Palmarès

### En club
- Vainqueur du Championnat de France de rugby à XV de 2e division en 2012

### En équipe nationale
Rugby à XV
- Tournoi des Six Nations féminin :
  - Grand Chelem : 2014, 2018
- Coupe du monde de rugby à XV :
  - 3e : 2014 et 2017

Rugby à sept
- Jeux olympiques
  -  Médaille d'argent aux Jeux olympiques d'été de 2020
- Coupe du monde de rugby à sept :
  - 2e : 2018

### Distinctions personnelles
- Oscars du Midi olympique :  Oscar féminin 2021[16],  Oscar féminin à sept 2021[16].

## Décorations
- Chevalier de l'ordre national du Mérite (décret du 8 septembre 2021)[17]